# Villers-Saint-Paul
Villers-Saint-Paul é uma comuna francesa na região administrativa de Altos da França, no departamento de Oise. Estende-se por uma área de 4.93 km². Em 2010 a comuna tinha 6 504 habitantes (densidade: 1 319,3 hab./km²).